# Danao, Bohol
Danao là đô thị hạng 5 ở tỉnh Bohol, Philippines. Theo điều tra dân số năm 2007, đô thị này có dân số 17.716 người.

## Các đơn vị hành chính
Danao về mặt hành chính được chia thành 17 khu phố (barangay).
| - Cabatuan - Cantubod - Carbon - Concepcion - Dagohoy - Hibale - Magtangtang - Nahud - Poblacion | - Remedios - San Carlos - San Miguel - Santa Fe - Santo Niño - Tabok - Taming - Villa Anunciado |